# Nicci
Nicci è un personaggio immaginario della saga fantasy La spada della verità, scritta dallo statunitense Terry Goodkind; inizialmente ha un ruolo secondario, ma poi diventa un personaggio principale. Nell'omonima serie televisiva è inizialmente interpretata da Jolene Blalock e poi da Emily Foxler.

## Aspetto e carattere
Anche se tecnicamente dovrebbe avere 181 anni, Nicci ha conservato il corpo e l'aspetto di una giovane donna molto bella con lunghi capelli biondi e occhi azzurri; i modi molto gentili e posati talvolta la fanno sembrare una donna aristocratica, ma di una brutalità agghiacciante. I suoi movimenti sono seducenti ed eleganti come quelli di un serpente. È sempre vestita di nero; tra i suoi soprannomi figurano Amante della Morte e Schiava Regina per il favore di cui gode presso Jagang. È una delle incantatrici più potenti sia del Vecchio che del Nuovo Mondo, perché possiede un dono molto forte; ha inoltre acquisito l'Han di un mago, sottratto all'uomo prima di spedirlo oltre il velo che porta al Mondo Sotterraneo, e la Magia Detrattiva, acquisita durante il trapasso dell'anima del mago quando il velo si solleva per farla passare.
Nella serie televisiva inizialmente ha i capelli neri e gli occhi castani, ma quando viene resuscitata in un nuovo corpo il suo aspetto fisico è più fedele ai romanzi. È inoltre, all'inizio, la leader delle Sorelle dell'Oscurità, mentre nei romanzi questo ruolo è ricoperto da Ulicia.

## Biografia

### Nei romanzi
Nicci nasce nel Vecchio Mondo e, mentre il padre Howard è un rinomato armaiolo, la madre è una donna autoritaria che si occupa dell'istruzione della figlia fin da piccola. La donna, appartenente alla setta conosciuta come Fratellanza dell'Ordine, le insegna i dettami fondamentali del proprio credo: l'uomo è indegno e la sua anima malvagia non può essere redenta; non bisogna provare ad elevarsi dalla propria natura corrotta perché vorrebbe dire considerarsi allo stesso livello del Creatore, che è un essere perfetto; ciò che è degno di esistere non è il singolo, ma la comunità, e che l'unico modo per onorare il Creatore è aiutare gli altri. All'età di dodici anni Nicci entra nella Fratellanza e, un anno dopo, riceve la visita di Sorella Alessandra, che la porta a Tanimura al Palazzo dei Profeti per istruirla sull'uso del dono. Dopo ventisette anni, il padre di Nicci muore e, dopo altri diciotto, anche la madre: Nicci soffre però solo per la scomparsa del primo genitore e, da quella della madre, comincia a vestirsi completamente di nero, rendendosi conto che da tempo non le interessa più nulla degli altri e di essere diventata insensibile verso qualsiasi cosa, a parte il dolore. All'arrivo di Richard al Palazzo dei Profeti centoventitré anni dopo, la donna nota negli occhi del giovane la stessa misteriosa scintilla che aveva già visto, più flebile, negli occhi del padre e decide di scoprire di cosa si tratta, per poi uccidere il ragazzo una volta arrivata a comprenderlo. A questo scopo Nicci fa carte false per diventare la sua istruttrice, ma senza mai arrivare a uccidere Richard perché ogni volta il Cercatore la sorprende con un gesto inaspettato.
Quando le Sorelle dell'Oscurità vengono scoperte, Nicci scappa per mare insieme alle compagne Ulicia, Armina, Merissa, Tovi e Cecilia, ma vengono catturate dall'Imperatore Jagang, che le rimanda al Palazzo dei Profeti per preparare il suo arrivo; Ulicia, però, ordisce un piano per giurare fedeltà a Richard e impedire così a Jagang di entrare nuovamente nelle loro menti: Nicci è l'unica a non giurare fedeltà al Cercatore perché le altre Sorelle non la trovano in tempo e diventa l'Amante della Morte, la preferita dell'imperatore, che la picchia e la violenta ripetutamente, ma senza mai ucciderla perché è affascinato da come lei, indifferente verso la propria vita, lo sfidi apertamente.
Quando viene a sapere dalle altre Sorelle di un legame esistente tra lord Rahl e quelli che gli sono fedeli in grado di proteggere le menti dall'incursione del tiranno dei sogni, comincia a capire il motivo per cui l'imperatore a volte non riesce a entrare nella sua mente e, scoperto dove si trovano Richard e Kahlan, parte per rapire il Cercatore e, portandolo con sé, fargli capire quanto sia giusta la causa dell'Ordine. Giunta sulle montagne dei Territori dell'Ovest, l'incantatrice impone su Kahlan un incantesimo di maternità che lega le loro vite: ogni sofferenza o dolore che lei subisce si ripercuote anche sulla Depositaria. Richard non ha altra scelta se non seguire Nicci fino ad Altur'Rang, nel cuore dell'impero di Jagang, per proteggere la vita dell'amata: durante il soggiorno nel Vecchio Mondo, che dura un anno e mezzo, i due si fingono marito e moglie. Alcuni mesi dopo, innamoratasi di Richard, Nicci gli chiede di fare l'amore con lei e, quando si vede rifiutata, per l'umiliazione e per vendicarsi va a letto con Gadi, un uomo violento che abita nella stessa locanda. Quando Richard viene arrestato come sovversivo, Nicci gli paga la cauzione e gli trova un nuovo lavoro come scultore: grazie alle opere dell'uomo capisce che è la scintilla della vita quella negli occhi di Richard e del padre, e decide di vivere la sua vita per se stessa e non più in funzione degli altri, rimuovendo il legame con Kahlan.
Rimasta ad Altur'Rang, poco dopo la partenza di Richard per il D'Hara gli manda una lettera per informarlo che Jagang sta costringendo le Sorelle dell'Oscurità a creare delle armi umane usando i maghi come cavie. Mentre Richard la raggiunge, viene ferito da una freccia uncinata che passa molto vicino al cuore: data la situazione critica, la donna è costretta a utilizzare la Magia Detrattiva per eliminare l'arma e il sangue che ha invaso i polmoni di Richard. Quest'ultimo rimane incosciente per diversi giorni e, al suo risveglio, chiede di Kahlan: inspiegabilmente, però, nessuno si ricorda che sia mai esistita e Nicci comincia a credere di aver fatto qualcosa di sbagliato mentre lo guariva, spinta dalla troppa fretta. Quando l'uomo parte con Cara per chiedere aiuto a Shota, Nicci rimane ad Altur'Rang per affrontare una truppa di veterani dell'Ordine Imperiale mandata da Jagang per sedare la rivolta, raggiungendo poi Richard ad Aydindril. Vedendo che il Cercatore non vuole abbandonare le sue illusioni su Kahlan, Zedd, Nathan e Ann chiedono a Nicci di utilizzare la Magia Detrattiva per cancellare i ricordi della donna dalla mente di Richard in modo che possa raggiungere l'esercito e guidarlo. Nicci, però, non lo fa e, insieme a Richard e Cara, raggiunge la città di Caska, dove Richard trova un rampicante serpente: visto che questa pianta cresce solo quando qualcuno ha intenzione di usare le scatole dell'Orden, l'uomo porta Nicci e Cara con sé al Palazzo del Popolo, scoprendo che le scatole sono state rubate dal Giardino della Vita. Il gruppo raggiunge poi l'esercito D'Hariano dopo aver saputo che i soldati hanno trovato una donna trafitta allo stomaco da una spada: la ferita è Sorella Tovi, che Nicci interroga fingendo di essere ancora schiava di Jagang. Tovi le racconta che lei, Ulicia, Cecilia e Armina, volendo restare per sempre libere dal controllo di Jagang, avevano deciso di donare a Richard l'immortalità in modo che il legame che le protegge dal controllo del tiranno dei sogni durasse in eterno. Visto che l'immortalità può essere garantita solo dal Guardiano, le quattro donne decisero di utilizzare l'Orden per farlo entrare nel mondo dei viventi, compiendo così anche la loro missione di Sorelle dell'Oscurità. Poiché la veridicità delle istruzioni per attivare le scatole, conosciute solo da Richard, può essere garantita soltanto da una Depositaria, decisero di rapire Kahlan per farle rubare le scatole, lanciando sul mondo l'incantesimo della Catena di fuoco per far dimenticare a tutti l'esistenza della donna: l'unico modo per spezzare l'incantesimo è attivare le scatole dell'Orden. Saputa la verità, Nicci capisce che Richard ha sempre avuto ragione e, dopo aver ucciso Tovi, gli racconta tutto, chiedendogli anche scusa e decidendo di aiutarlo a ritrovare Kahlan.
In seguito alla visita di Shota al Mastio, Nicci segue Richard e Cara al Palazzo del Popolo, dove in una delle biblioteche private di Darken Rahl trova un tomo, Il libro della vita, scritto in D'Hariano Alto, e lo prende per tradurlo. Tramite la lettura del libro capisce il significato della profezia che riguarda la battaglia finale tra Richard e Jagang e, fiduciosa nel Cercatore, alla vigilia del primo giorno d'inverno attiva a nome di Richard la scatola dell'Orden in loro possesso. La scatola viene però rubata dalla strega Sei e, per sapere qualcosa di più sulla donna, Nicci torna al Palazzo del Popolo, dove viene rapita e riportata da Jagang. Qui la donna incontra Kahlan, che è in grado di vedere perché ha attivato l'Orden, e riesce a liberarsi. Quando Jagang offre a Richard di arrendersi, quest'ultimo accetta e lo fa entrare nel Palazzo del Popolo, dove l'imperatore intende acquisire il potere dell'Orden all'interno del Giardino della Vita. Nicci riesce a mettere un Rada'Han attorno al collo di Jagang e ucciderlo tramite il dolore che si può infliggere con il collare, mentre tutta l'armata dell'Ordine Imperiale scompare quando Richard usa il potere dell'Orden per mandare tutti coloro che vogliono la fine della magia in un altro mondo.

### Nella serie televisiva

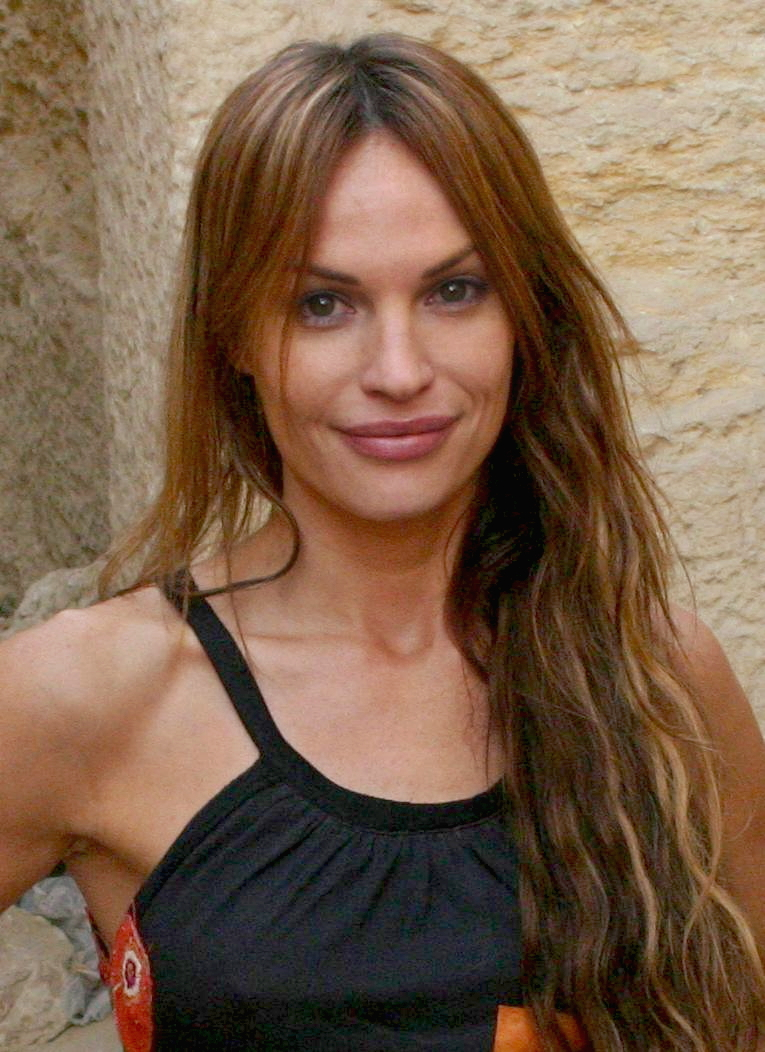
Jolene Blalock interpreta Nicci negli episodi 9 e 10 della seconda stagione.

Quando Richard arriva al Palazzo dei Profeti, Sorella Nicci informa Richard dell'incantesimo presente sul Palazzo e che le Sorelle intendono tenerlo prigioniero per impedire che, secondo una profezia, consegni la Pietra delle Lacrime nelle mani del Guardiano. Il Cercatore decide così di scappare e Nicci si offre di rubare dall'ufficio della Priora il Rada'Han, un collare che blocca l'Han e che non farebbe più sentire a Richard il mal di testa. Nell'attesa, il ragazzo comincia l'addestramento con Sorella Verna, che però riesce a fermare il suo tentativo di fuga; interrogato dalla Priora, il Cercatore non tradisce Nicci, ma viene contemporaneamente a sapere dell'esistenza delle Sorelle dell'Oscurità, che tramano affinché lui riesca ad andarsene in modo che la profezia si avveri. Richard comincia così a non fidarsi più di Sorella Nicci, che gli propone, come unico altro modo per lasciare il Palazzo, di farle assorbire il suo Han: lei diventerebbe così abbastanza potente da rompere le barriere imposte dalla Priora. Poco dopo, Nicci s'incontra con un'altra Sorella, che uccide per prendere il suo Han e non rischiare di morire quando assorbirà quello di Richard: la donna rivela così di appartenere alle Sorelle dell'Oscurità. Dopo aver assorbito l'Han di Richard e aver infranto le barriere, Nicci viene catturata dalla Priora e da Verna, che le mette un Rada'Han al collo: Richard le rivela così di aver capito la sua vera identità. Nicci viene poi torturata dalla Priora per sapere i nomi delle altre Sorelle dell'Oscurità, ma grazie alle sue compagne riesce a liberarsi del Rada'Han e con loro pianifica di uccidere Kahlan a causa di una nuova profezia che recita che, finché il cuore della Madre Depositaria batterà, il Guardiano non potrà mai vincere: durante la battaglia, però, viene uccisa dal fuoco magico scagliato da Zedd .
La donna viene riportata nel mondo dei viventi poco dopo nel corpo di un'altra Sorella dell'Oscurità, Portia, e stringe un patto con il margravio di Rothenberg: se lui catturerà la Madre Depositaria e la porterà a Rothenberg, dove nessuna magia funziona, il Guardiano concederà a lui e alla sua corte la vita eterna. Kahlan viene così catturata, ma Nicci fallisce nel tentativo di eliminarla: le altre Sorelle, guidate da Merissa, decidono così di ucciderla e assorbire il suo Han. Per poter tornare nelle grazie del Guardiano, Nicci riceve l'ordine di trovare la pietra delle lacrime: l'incantatrice invoca così un incantesimo della maternità su Kahlan, che fa sì che quello che accade a lei si ripercuota anche sulla Depositaria, per convincere Richard a seguire i suoi ordini. Capendo la serietà della situazione, Richard accetta di cercare la pietra delle lacrime insieme a Nicci e si allontana con lei per proteggerla, visto che la donna ha consumato tutto il suo Han per evocare l'incantesimo e non può più difendersi. Durante il viaggio la Sorella viene morsa da un ragno velenoso inviato da Merissa e cade incosciente insieme a Kahlan, ma Richard riesce a trovare l'antidoto e poco dopo Zedd rompe l'incantesimo di maternità: tornata in possesso della propria magia, Nicci uccide le tre Sorelle dell'Oscurità venute a catturarla e si allontana, permettendo a Richard di tornare dai suoi compagni. Dopo aver riflettuto su alcune parole dettele dal Cercatore, Nicci rompe l'alleanza con il Guardiano e giura di servire solo se stessa. Dopo che Richard ha trovato la pietra, la donna tortura Darken Rahl per sapere dove è diretto il Cercatore e intercetta Zedd, Kahlan e Cara sulla via per i Pilastri della Creazione. Quando Kahlan cerca di confessarla, però, Nicci riesce ad assorbire parte dell'Han della Depositaria e a rivoltarglielo conto, confessandola, in modo che possa confessare a sua volta Richard per ordinargli di darle la pietra, che è in grado di garantire l'immortalità, e diventare il suo consorte; tuttavia, durante il viaggio Nicci viene uccisa da una freccia scoccata da Cara, ma Darken Rahl la fa resuscitare dalle sue Mord-Sith e, dopo averla fatta prigioniera, la porta via.